# Zimányi Gyula
Zimányi Gyula (Makó, 1879. április 10. – Budapest, 1953. december 10.) magyar piarista szerzetes, tartományfőnök, a rendi növendékek nevelésének megújítója, gimnáziumi tanár, kalazantinumi prefektus, igazgató.

## Életpályája

### Gyermekkora, tanulmányai
Ugyan Makón született Zimányi Imre (1841–1905) bognármester és Auer Róza gyermekeként, de a család szegedi volt. Az 1879-es szegedi árvíz miatt költöztek át Makóra, az ár egykori házukat is tönkretette. Testvére, Lajos, rendi nevén Mihály, premontrei szerzetes lett. Zimányi Gyula a szegedi piarista gimnáziumba járt, ahol minden évben kitűnően zárt. A rendes tanulmányokon kívül aktív tagja volt az iskolai önképzőkörnek és a gyorsírókörnek, pályamunkáit rendszeresen dicsérték. Végzős gimnazistaként ezen egyesületeknek ő volt az ifjúsági elnöke.
Érettségi után, 1897-ben lépett a rendbe, noviciátusi évét Vácott végezte, ahol tovább erősödött hivatástudata és felelősségérzete. Ezután a rendi növendékházba, a budapesti Kalazantinumba került és a Budapesti Egyetemen tanult teológiát. Tanulmányait 1902-ben fejezte be, ugyanebben az évben örökfogadalmat tett, majd pappá szentelték. Később licenciátusi és magiszteri fokozatot szerzett, de doktori címet nem.
Pesten nagy hatással volt rá Prohászka Ottokár. Az Egyetemi templomban mondott lelkigyakorlatos beszédeit Schütz Antallal és Pataky Arnolddal együtt gyorsírással jegyezte le, majd átírták és elküldték Prohászkának. A mű kiadásra is került Dominus Jesus címmel.

### Tanár, prefektus, igazgató
Tanári pályáját a kecskeméti piarista iskolában kezdte meg 1902-ben. A hittan mellett magyart, latint, görögöt és gyorsírást tanított és osztályfőnök is volt. A hittan oktatásában elsőrendű feladatának diákjai lelki nevelését tartotta. Egy kecskeméti tanítványa így emlékezett rá:
"Kecskeméti diákjai önkéntelenül megérezték, hogy tiszta arcú, és csengő szavú fiatal tanáruk más és sok tekintetben különb ember, mint többi tanáruk; megbűvölte őket egész lényén elömlő eszményi hevülete és mindenkin építeni, emelni akaró igyekvése. Úgy érezték, hogy a 23 éves kezdő tanár megjelenése új színt vegyített diákéletükbe, az észpallérozó tanár után jelentette a szív és lélek formálására törekvő lelkiatya munkába állását."
A tartományfőnök 1905-ben kinevezte a studensek (még nem érettségizett piarista növendékek) prefektusává. A prefektusi munkát magasabb szinten 1907-től Budapesten, a Kalazantinumban folytathatta. Bekapcsolódott a Budapesti Piarista Gimnázium életébe is. 1920-ban kinevezték a Kalazantinum igazgatójává, pasztorációs tevékenysége is tovább bővült. Ő lett a rendi kápolna templomigazgatója, lelkigyakorlatokat tartott rendtársainak, többeknek lelki vezetője volt, idővel a főváros keresett lelkipásztora lett. Kiterjedt levelezést folytatott, ami a kapcsolattartáson túl örök eszményét, a magasabbra segítést is szolgálta. Ezüstmiséje alkalmából Sík Sándor, egykori tanítványa verssel köszöntötte (A pátriárka).

### Tartományfőnök
Az 1940. évi káptalan megválasztotta a magyar piarista rendtartomány főnökének, ezt a pozíciót 1946-ig töltötte be. Tartományfőnökségének idejét alapvetően határozta meg a második világháború.
Alig foglalta el székét, mikor a második bécsi döntés értelmében visszakerült Magyarországhoz Észak-Erdély és Székelyföld, benne három piarista rendházzal. Kérte a rendi generálist, hogy a kolozsvári, a nagykárolyi és a máramarosszigeti rendházak és iskolák kerüljenek vissza a magyar rendtartományhoz, ami az 1941/42-es tanévben meg is történt. Nagykárolyban építkezni is kellett, a vármegyeházát alakították át gimnáziumi célra.
A Délvidék magyar uralom alá kerülése lehetőséget adott a piaristák ottani megtelepedésére, amire 1942-ben Szabadkán került sor. Ugyanebben az évben ünnepelték a piaristák magyarországi megtelepedésének 300 éves jubileumát, aminek így "Podolintól Szabadkáig" lett a kerete. Az ünnepséget a Pesti Vigadóban tartották december 8-án. Emlékérmet és jutalomérmet adtak ki. A jutalomérmet a piarista iskolák erre érdemes diákjai kapják minden évben (Kalazancius érem) az 1942/43-as tanévtől kezdve. A jubileumra emlékkönyv is készült, ami a magyar piarista rendtartomány történetét mutatja be 1642-től 1942-ig.
Tartományfőnökként leginkább a pesti iskolában volt jelen (szentmise, gyóntatás, hittanvizsga, érettségi), de a vidéki iskolák ünnepségeit is látogatta. Látogatásai során igyekezett minden rendtaggal beszélgetni.
A pesti épület 1944. június 26-ra virradó éjszaka találatot kapott, újra kellett építeni, de az építkezés eredményeit is elvitte az ostrom. Ősszel alig volt tanítás, a tanárok többnyire vidékre mentek, de ő Pesten maradt. A rendházat január 17-én foglalták el az oroszok, január végén ki kellett költözniük, márciusban térhettek vissza. Nemsokára a tanítás is beindult.
Tatán egy bányászinternátussal akarták megoldani a Tatabányáról bejárók nehézségeit, ez azonban nem épült fel. 1945-ben már fordítva kezelték a problémát, tanárok jártak Tatáról Tatabányára. Az 1945/46-os tanévben kihelyezett tagozat működött. Aztán mivel Tatabányán nem akartak szerzetesi iskolát, egy év után be kellett zárni.
Az 1943-as káptalan egyhangúlag újraválasztotta Zimányi Gyulát tartományfőnöknek, viszont 1946-ban nem tartottak káptalant, hanem a rendi generális maga nevezte ki Tomek Vincét a magyar tartomány élére.

### Utolsó évei
1946-tól két évig a rend pesti iskolájában tanított, illetve konviktusi prefektus volt. A rendi kápolna templomigazgatójaként folytatta nagyarányú lelkipásztori tevékenységét. Aranymiséjét is ott tartotta 1952. július 6-án. Habár jó egészségnek örvendett, 1953-ban az urológiai klinikán megoperálták. A jól sikerült műtét ellenére bonyodalmak léptek fel. Lassan lábadozott, és mikor már úgy nézett ki, hogy elhagyhatja betegágyát, váratlanul meghalt. A Farkasréti temetőben temették el. 1980-ban hamvait átvitték a Fiumei úti sírkertbe.